# Silene pusilla
Silene pusilla är en nejlikväxtart. Silene pusilla ingår i släktet glimmar, och familjen nejlikväxter.

## Underarter
Arten delas in i följande underarter:
- S. p. albanica
- S. p. candavica
- S. p. chromodonta
- S. p. malyi
- S. p. moehringiifolia
- S. p. monachorum
- S. p. pudibunda
- S. p. pusilla
- S. p. tymphyaea
- S. p. trojanensis

## Bildgalleri

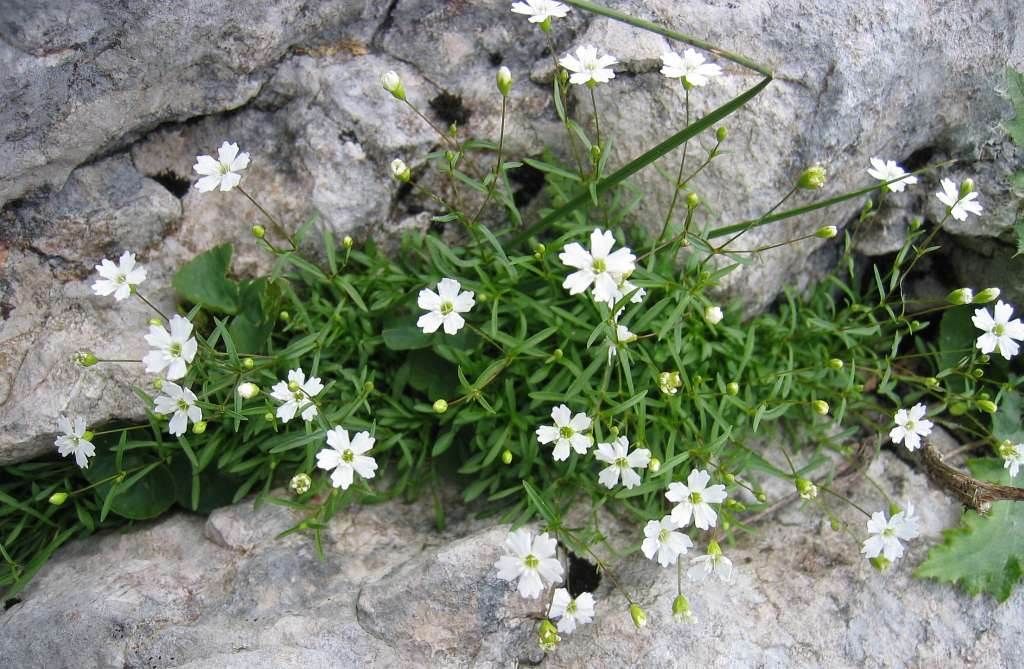